# Tanytarsus yakuheius
Tanytarsus yakuheius är en tvåvingeart som beskrevs av Sasa och Suzuki 2000. Tanytarsus yakuheius ingår i släktet Tanytarsus och familjen fjädermyggor. Inga underarter finns listade i Catalogue of Life.